# 藤沼大坝
藤沼大坝（藤沼ダム）是位于日本福岛县須賀川市的一座土石坝，大坝用于阿武隈川一支流，主要用于灌溉，1949年建成，2011年毁于东北地方太平洋近海地震。现已修复并重新投入使用。

## 歷史
- 1935年 水庫現址測量開始。
- 1937年 開始進行建設，其後曾受第二次世界大戰影響而停工。
- 1949年 竣工啟用。
- 1973年 進行護岸補強工程。
- 1977年至1979年期間， 進行消波及放流設備工程。
- 1982年至1985年，鋪設引水道。
- 1984年至1989年，進行汲水口及消波工程。
- 2010年3月11日，以「藤沼貯水池（藤沼湖）」的名義，入選為農林水產省「池塘百選（日语：ため池百選）」。
- 2011年3月11日，因東北地方太平洋近海地震導致決堤，水壩功能完全喪失。
- 2013年10月，修复工程开始。
- 2017年4月，重新投入使用。

## 毁坏
2011年3月12日早晨，大坝毁于地震。当地报道称在大坝决堤前，发出巨大的爆裂声。洪水在当地爆发超过5个小时，洪水导致道路和桥梁冲垮为瓦砾。共有八人因此失踪，其中四具尸体在之后的救援行动中被找到。当地人曾在决堤前试图修补大坝。

## 规格
大坝高17.5米（57英尺），长133米（436英尺），规定最大容量99,000 m3（3,496,152 cu ft）。